# Das Schiff des Satans
Das Schiff des Satans (Originaltitel: Dante’s Inferno) ist ein US-amerikanisches Filmdrama von Harry Lachman aus dem Jahr 1935 mit Spencer Tracy und Claire Trevor. Der Film beruht zum Teil auf Motiven aus Dantes Göttlicher Komödie.

## Handlung
Jim Carter arbeitet auf einem Luxusdampfer. Als er vorgibt, sich den Arm gebrochen zu haben, wird er fristlos entlassen. Bevor er das Schiff jedoch verlässt, schwört er mit Blick auf die wohlhabenden Passagiere, dass er eines Tages genauso viel Geld haben werde wie sie. Der Showproduzent Pop McWade bietet ihm daraufhin einen Job als Reinigungskraft in einem Freizeitpark an. In dessen Karnevalsshow mit dem Titel „Dante’s Inferno“, die auf Dantes Göttlicher Komödie basiert, können Besucher eine Reihe von historischen Persönlichkeiten wie Kleopatra, Salome, Vergil, Marcus Antonius und Alexander der Große – den sich Jim fortan zum Vorbild nimmt – als Statuen bestaunen.
Anfänglich läuft die Show mit ihrer metaphorischen Inszenierung der Hölle nur mäßig. Als sich Jim als Marktschreier versucht, strömen mehr und mehr Leute in die Show, und „Dante’s Inferno“ wird schließlich doch noch ein Erfolg – zur großen Freude von McWade und dessen Nichte Betty, die die Eintrittskarten verkauft. Betty und Jim kommen sich bald näher und heiraten kurz darauf. In der Folgezeit plant Jim eine eigene Show, die noch größer als McWades werden soll. Nach der Geburt seines Sohns Alexander versucht er, Investoren für sein Projekt zu gewinnen. Er erhält viele Zusagen von anderen Unternehmern des Freizeitparks. Nur Dean, der Besitzer einer Attraktion mit der besten Lage, weigert sich, seinen Standort an Jim freiwillig abzutreten. Jim kauft kurzerhand Deans Pachtvertrag auf und zögert nicht, dessen Gewerbe zu ruinieren.
Bei der Eröffnung von Jims neuem Spektakel springt Dean zum Entsetzen aller aus Verzweiflung in den Tod. Ohne jedwede Gewissensbisse lässt Jim die Show weiterlaufen, expandiert sein Unternehmen und plant den Aufbau eines extravaganten Casinos auf einem Schiff, wo sich die Schönen und Reichen die Klinke in die Hand geben sollen. McWade, der Jim bisher loyal unterstützt hat, hält nicht viel von dieser Idee, weshalb sich beide zunehmend entfremden. Nachdem Gebäudeinspekteur Harris Pfusch am Bau von Jims Niederlassung festgestellt hat und darauf beharrt, sie neu errichten zu lassen, droht ihm Jim mit dem Verlust seines Jobs. Betty beobachtet daraufhin, wie Harris von Jim einen Geldumschlag annimmt. Kurz darauf stürzt die Bühne von Jims Show ein, und McWade kommt dabei nur knapp mit seinem Leben davon. Voller Schuldgefühle bringt sich Harris um und hinterlässt einen Abschiedsbrief, in dem er zugibt, von Jim Schmiergeld angenommen zu haben. Jim wird nun der Bestechung angeklagt.
Jim leugnet, dass Harris je in seinem Haus war, was Betty vor Gericht mit einer Falschaussage bestätigt. Als Jim aus Mangel an Beweisen freigesprochen wird, erklärt ihm Betty, dass sie nur gelogen habe, um ihren gemeinsamen Sohn Alexander zu schützen, und sie so schnell wie möglich in Reno die Scheidung einreichen wolle. Als Jims Schiff, die S. S. Paradise, im Begriff ist abzulegen, stellt Betty fest, dass Alexander verschwunden ist. Sie befürchtet, dass er entführt wurde, und sendet Jim sofort ein Telegramm auf das Schiff. Während dort das Glücksspiel in vollem Gange ist und ausgelassene Stimmung herrscht, erhält Jim die Nachricht und eilt umgehend in seine Kabine, wo er überraschend Alexander vorfindet. Jims Assistent Jonesy hatte die Idee, Alexander als Überraschungsgast für seinen Vater mit auf das Schiff zu nehmen. Jim ist empört und tadelt Jonesy, sei doch eine schwimmende Spielhölle nicht der richtige Ort für ein Kind. 
Nachdem er Betty eine Nachricht zugeschickt hat, bricht plötzlich ein Feuer aus. Unter den Passagieren greift sofort Panik um sich, und es fallen Schüsse beim Kampf um die Rettungsboote. Gemeinsam mit Kapitän Morgan versucht Jim, das Schiff Richtung Küste zu steuern. Noch ehe das Schiff gesunken ist, erreicht es den rettenden Strand. Eben dort trifft auch Betty ein und ist erleichtert, Alexander wohlauf zu sehen. Jim umarmt sie und gesteht ihr, dass McWade recht gehabt und er sich aus Geldgier seine eigene Hölle geschaffen habe. Fortan will er mit Betty und Alexander ein neues Leben führen, in dem Liebe und Anstand mehr zählen als Macht und Geld.

## Hintergrund
Bereits 1924 verfilmte die Fox Film Corporation Dantes Göttliche Komödie unter dem Titel Dante’s Inferno, woraus eine Traumsequenz in der Version von 1935 unter Hinzufügung von Toneffekten erneut Verwendung fand. Einem Artikel der New York Times vom 28. Juli 1935 zufolge arbeiteten bis zu 14.000 Menschen an Das Schiff des Satans. Für die Szene des Hölleninfernos wurden allein ca. 4950 Techniker, Architekten, Artisten, Zimmermänner, Steinmetze, 250 Elektriker und 3000 Statisten beschäftigt. Von der Fox produziert, wurde Das Schiff des Satans nach der Fusion der Fox-Studios mit 20th Century Pictures von der neu entstandenen 20th Century Fox am 31. Mai 1935 in die US-amerikanischen Kinos gebracht. Im Januar 1936 lief der Film in Österreich an.
Der Film markiert Rita Hayworths Leinwanddebüt, für das sie unter dem Namen Rita Cansino in einer Nebenrolle als Tänzerin auftrat. Ihr Vater Eduardo Cansino, der ein gefeierter Tänzer der 1920er und 1930er Jahre war, choreographierte den Tanz seiner Tochter. Während der Dreharbeiten kam es jedoch zu Verzögerungen im Zeitplan, als Hayworths Tanzpartner Gary Leon sich bei den Proben den Knöchel verstauchte. Obwohl Hayworths Anteil an Das Schiff des Satans nur minimal war, brachte 20th Century Fox das Filmdrama während des Zweiten Weltkriegs auf dem Höhepunkt ihres Ruhms erneut in die Kinos und setzte ihren Namen im Gegensatz zur Erstveröffentlichung ganz oben auf sämtliche Werbeanzeigen. 1948 äußerte sich Hauptdarsteller Spencer Tracy dazu:

„Rita Hayworths erster Film war Das Schiff des Satans. Es war der letzte, den ich unter meinem alten Vertrag bei der Fox drehte, und einer der schlechtesten Filme, die je irgendwo, irgendwann produziert wurden. Die Tatsache, dass sie dieses Leinwanddebüt überstand, ist Beweis genug, dass sie all die Anerkennung verdient, die sie heute erhält.“

Gedrehtes Rohmaterial des Films existiert bis heute. In einer Rita-Hayworth-Dokumentation unter dem Titel Rita (2003), die von Turner Classic Movies und Playboy-Gründer Hugh Hefner produziert wurde, ist ein Teil dieses Materials zu sehen, der die 16-jährige Hayworth bei Proben mit ihrem Tanzpartner Gary Leon zeigt.

## Kritiken
„Nach der kurzen, mitreißenden Hollywood-Inszenierung von Dantes Vision der Hölle kehrt die Handlung sofort zu ihrer ursprünglichen Einfallslosigkeit zurück“, schrieb Weekly Variety seinerzeit über den Film. Für Andre Sennwald von der New York Times war Das Schiff des Satans „alles in allem […] eine ziemlich heiße Mischung aus Schall und Wahn“. So habe aller Wahrscheinlichkeit nach „kein anderer Film dieser Saison sein Publikum in einen solch elenden Zustand von Befangenheit und Terror versetzt“. Spencer Tracy agiere dabei „mit gewohnter Vitalität und Überzeugungskraft“. Henry B. Walthall vermittle wiederum „Sympathie und eine angenehme Aufrichtgkeit in seiner Rolle des modernen Propheten“. Claire Trevor sei zwar „nett, aber farblos als Ehefrau“.
Hal Erickson vom All Movie Guide befand rückblickend, dass das Publikum „für fast zehn Minuten […] eine aufwändige Inszenierung der Hölle“ zu sehen bekomme, die von Kameramann Rudolph Maté „hervorragend gefilmt“ worden sei.